# Astragalus flexuosus
Astragalus flexuosus — вид квіткових рослин з родини бобових (Fabaceae). Ареал охоплює такі країни: США, Канада, Мексика.

## Середовище
Це багаторічна трав'яниста рослина, яка росте на рівнинах і пагорбах, часто на досить сильно лужному ґрунті. Вона також зустрічається в порушених середовищах існування, таких як узбіччя доріг. Наразі немає відомих серйозних загроз для цього виду.